# Akcent przeciągły
Akcent przeciągły (cyrkumfleks, łac. circumflexus, gr. περισπωμένος / perispomenos), często nazywany daszkiem, to znak diakrytyczny używany w językach: esperanto, francuskim, greckim, rumuńskim, słowackim, portugalskim, kaszubskim i innych. Jest też używany w statystyce, gdzie na ogół oznacza wynik estymacji.

## Użycie
- afrykanerski – oznaczenie samogłoski o nieregularnej, niesprecyzowanej wymowie
- transliteracja bułgarska – oznaczenie szwy, odpowiednikiem w cyrylicy jest ъ
- czewa – ŵ oznacza spółgłoskę szczelinową dwuwargową dźwięczną [β]
- esperanto – akcent zmienia brzmienie spółgłoski. Litery ĉ, ĝ, ĥ, ĵ i ŝ są, podobnie jak polskie znaki, integralną częścią alfabetu
- francuski – może występować nad wszystkimi samogłoskami oprócz y, najczęściej oznacza zanik spółgłoski s lub samogłoski e, także służy do odróżniania znaczenia homonimów, wtedy oznacza samogłoskę długą
- friulski, jèrriais, walijski – akcent przeciągły używany jest nad â, ê, î, ô i û, i oznacza długą samogłoskę
- grecki – w grece klasycznej akcent przeciągły oznacza akcentowaną samogłoskę długą, wymawianą w tonie wznosząco-opadającym; język nowogrecki nie jest już językiem tonalnym, jednak z użycia akcentu przeciągłego w ortografii zrezygnowano dopiero w 1982 roku; obecnie do oznaczania samogłosek akcentowanych używa się wyłącznie akcentów ostrych
- portugalski, wietnamski – akcent przeciągły nad literą zmienia jej wartość fonetyczną – dana samogłoska wymawiana jest wyżej
- rumuński – obecnie daszek występuje tylko nad â i î, dawniej także nad ô i û; służy on do oznaczenia samogłoski /ɨ/, użycie â i î regulowane jest przez odpowiednie zasady ortograficzne
- słowacki – daszek (vokáň) zmienia literę „o” w dyftong /u̯o/
- śląski – w ślabikŏrzowym szrajbōnku (alfabecie śląskim) nad samogłoską ô oznacza nagłos (uo) występujący w niektórych wschodnich dialektach (np. Ôstŏw te ôkno ôtwarte. Ôblykej sie.)
- walijski – zaznaczenie długich samogłosek

W języku prasłowiańskim intonacją cyrkumfleksalną nazywa się intonację opadającą.
W unikodzie cyrkumfleks występuje w wersjach:
| Znak | Unicode | Kod HTML                    | Nazwa unikodowa                   | Nazwa polska             |
| ---- | ------- | --------------------------- | --------------------------------- | ------------------------ |
| ^    | U+005E  | &circ; lub &#x5E; lub &#94; | CIRCUMFLEX ACCENT                 | cyrkumfleks              |
| ˆ    | U+02C6  | &#x02C6; lub &#710;         | MODIFIER LETTER CIRCUMFLEX ACCENT | cyrkumfleks modyfikujący |
| ̂     | U+0302  | &#x0302; lub &#770;         | COMBINING CIRCUMFLEX ACCENT       | cyrkumfleks dostawny     |